# Kabinet-Koizumi III
Het kabinet–Koizumi III (Japans: 第3次小泉内閣) was de regering van het Keizerrijk Japan van 20 september 2005 tot 26 september 2006.

## Kabinet–Koizumi III (2005–2006)
| Ambtsbekleder                     | Ambtsbekleder      | Ambtsbekleder                            | Functie                                                           | Ambtstermijn      | Ambtstermijn      | Partij |
| --------------------------------- | ------------------ | ---------------------------------------- | ----------------------------------------------------------------- | ----------------- | ----------------- | ------ |
|                                   | Junichiro Koizumi  | Junichiro Koizumi 小泉 純一郎 (1942)     | Premier                                                           | 26 april 2001     | 26 september 2006 | LDP    |
|                                   | Hiroyuki Hosoda    | Hiroyuki Hosoda 細田 博之 (1944)         | Secretaris- generaal                                              | 8 mei 2004        | 31 oktober 2005   | LDP    |
|                                   | Shinzo Abe         | Shinzo Abe 安倍 晋三 (1954–2022)         | Secretaris- generaal                                              | 31 oktober 2005   | 26 september 2006 | LDP    |
|                                   | Taro Aso           | Taro Aso 麻生 太郎 (1940)                | Minister van Binnenlands Zaken en Communicatie                    | 22 september 2003 | 31 oktober 2005   | LDP    |
|                                   | Heizo Takenaka     | Heizo Takenaka 竹中 平蔵 (1951)          | Minister van Binnenlands Zaken en Communicatie                    | 31 oktober 2005   | 26 september 2006 | LDP    |
|                                   | Nobutaka Machimura | Nobutaka Machimura 町村 信孝 (1944–2015) | Minister van Buitenlandse Zaken                                   | 27 september 2004 | 31 oktober 2005   | LDP    |
|                                   | Taro Aso           | Taro Aso 麻生 太郎 (1940)                | Minister van Buitenlandse Zaken                                   | 31 oktober 2005   | 27 augustus 2007  | LDP    |
|                                   | Sadakazu Tanigaki  | Sadakazu Tanigaki 谷垣 禎一 (1945)       | Minister van Financiën                                            | 22 september 2003 | 26 september 2006 | LDP    |
|                                   | Chieko Nono        | Chieko Nono 南野 知恵子 (1935)           | Minister van Justitie                                             | 27 september 2004 | 31 oktober 2005   | LDP    |
|                                   | Seiken Sugiura     | Seiken Sugiura 杉浦 正健 (1934)          | Minister van Justitie                                             | 31 oktober 2005   | 26 september 2006 | LDP    |
|                                   | Shoichi Nakagawa   | Shoichi Nakagawa 中川 昭一 (1953–2009)   | Minister van Economische Zaken                                    | 22 september 2003 | 31 oktober 2005   | LDP    |
|                                   | Toshihiro Nikai    | Toshihiro Nikai 二階 俊博 (1939)         | Minister van Economische Zaken                                    | 31 oktober 2005   | 26 september 2006 | LDP    |
|                                   | Hidehisa Otsuji    | Hidehisa Otsuji 尾辻 秀久 (1940)         | Minister van Volksgezondheid, Arbeid en Welzijn                   | 27 september 2004 | 31 oktober 2005   | LDP    |
|                                   | Jiro Kawasaki      | Jiro Kawasaki 川崎 二郎 (1947)           | Minister van Volksgezondheid, Arbeid en Welzijn                   | 31 oktober 2005   | 26 september 2006 | LDP    |
|                                   | Nariaki Nakayama   | Nariaki Nakayama 中山 成彬 (1943)        | Minister van Onderwijs, Cultuur, Sport, Wetenschap en Technologie | 27 september 2004 | 31 oktober 2005   | LDP    |
|                                   | Kenji Kosaka       | Kenji Kosaka 小坂 憲次 (1946–2016)       | Minister van Onderwijs, Cultuur, Sport, Wetenschap en Technologie | 31 oktober 2005   | 26 september 2006 | LDP    |
|                                   | Kazuo Kitagawa     | Kazuo Kitagawa 北側 一雄 (1953)          | Minister van Infrastructuur, Transport en Toerisme                | 27 september 2004 | 26 september 2006 | NKP    |
|                                   | Mineichi Iwanaga   | Mineichi Iwanaga 岩永峯一 (1941)         | Minister van Landbouw, Bosbouw en Visserij                        | 11 augustus 2005  | 31 oktober 2005   | LDP    |
|                                   | Shoichi Nakagawa   | Shoichi Nakagawa 中川 昭一 (1953–2009)   | Minister van Landbouw, Bosbouw en Visserij                        | 31 oktober 2005   | 26 september 2006 | LDP    |
|                                   | Yuriko Koike       | Yuriko Koike 小池 百合子 (1952)          | Minister van Milieu                                               | 22 september 2003 | 26 september 2006 | LDP    |
|                                   | Yoshitaka Murata   | Yoshitaka Murata 村田 吉隆 (1944)        | Voorzitter van de Commissie voor Openbare Orde en Veiligheid      | 27 september 2004 | 31 oktober 2005   | LDP    |
| Minister zonder portefeuille      | Yoshitaka Murata   | Yoshitaka Murata 村田 吉隆 (1944)        |                                                                   | 27 september 2004 | 31 oktober 2005   | LDP    |
| Minister voor Rampen- bestrijding | Yoshitaka Murata   | Yoshitaka Murata 村田 吉隆 (1944)        |                                                                   | 27 september 2004 | 31 oktober 2005   | LDP    |
|                                   | Tetsuo Kutsukake   | Tetsuo Kutsukake 沓掛 哲男 (1929)        | Voorzitter van de Commissie voor Openbare Orde en Veiligheid      | 31 oktober 2005   | 26 september 2006 | LDP    |
| Minister zonder portefeuille      | Tetsuo Kutsukake   | Tetsuo Kutsukake 沓掛 哲男 (1929)        |                                                                   | 31 oktober 2005   | 26 september 2006 | LDP    |
| Minister voor Rampen- bestrijding | Tetsuo Kutsukake   | Tetsuo Kutsukake 沓掛 哲男 (1929)        |                                                                   | 31 oktober 2005   | 26 september 2006 | LDP    |
|                                   | Yoshinori Ohno     | Yoshinori Ohno 大野 功統 (1935)          | Directeur-generaal van de JSDF                                    | 27 september 2004 | 31 oktober 2005   | LDP    |
|                                   | Fukushiro Nukaga   | Fukushiro Nukaga 額賀 福志郎 (1944)      | Directeur-generaal van de JSDF                                    | 31 oktober 2005   | 26 september 2006 | LDP    |